# Mitochondriální onemocnění

Mitochondrie je organela přítomná v eukaryotických buňkách, tedy například v lidských

Mitochondriální onemocnění je označení pro onemocnění způsobené poruchou funkce mitochondrií, a to jak vrozené, tak i získané.

## Příčiny
Mitochondriální poruchy mohou být povahy vrozené i získané. Za vrozené se považují onemocnění způsobené mutacemi v genech v jaderné DNA (nDNA) či v mitochondriální DNA (mtDNA), které se nějak vztahují k funkci mitochondrie. Mitochondriální DNA mutuje snadněji, zřejmě proto, že se v mitochondrii neustále vytváří množství radikálů kyslíku a navíc není schopná se do takové míry chránit (nemá histony) a opravovat se. Pokud jsou mutované všechny molekuly mtDNA, označuje se porucha jako homoplasmická, pokud jsou některé molekuly mtDNA v pořádku a jiné nikoliv, je to tzv. heteroplasmie (heteroplasmie nad 80% všech molekul mtDNA je již velmi vážná).
Naopak získané poruchy mitochondrií mohou být výsledkem infekce, užívání léků či vlivem negativních podmínek prostředí. Obvykle se jedná o onemocnění způsobená poruchami v mitochondriálním metabolismu, zejména poruchy oxidativní fosforylace.
Mutace v mtDNA mají obvykle za následek problémy s buněčným dýcháním, jmenovitě zejména s těmito procesy:
- dýchací řetězec;
- ATP syntáza, umožňující syntézu ATP;
- pyruvátdehydrogenáza, enzym rozkládající pyruvát;
- Krebsův cyklus;
- vliv však mohou mít i nepřímé faktory, jako je například snížená schopnost mitochondrie odbourávat kyslíkové radikály, které načež poškozují buňku.[4]

## Příznaky
Mitochondriální poruchy se pak navenek velmi často projevují jako degenerativní onemocnění mozku, srdeční svaloviny i kosterních svalů. Pokud poškodí svaly i mozek, hovoří se pak o tzv. encefalomyopatii. Stejně tak se však může poškození mitochondrií projevovat např. jako porucha funkce ledvin či endokrinních žláz.
Mitochondriální choroby mají poměrně nespecifické příznaky, velmi často neurologického rázu. Patří k nim různé křeče, únava a poškození svalů, poruchy zraku (konkrétně buď okohybných svalů či zrakového nervu), dále například mozková mrtvice, demence a poruchy pohybu (ataxie). Nemusí však nutně souviset s nervovou soustavou, poruchy se mohou vyskytnout v oblasti ledvinových glomerulů, jater, slinivky břišní, vnitřního ucha, případně srdce (kardiomyopatie), někdy může být příznakem i šedý zákal nebo diabetes mellitus, častá je laktátová acidóza (nadměrné množství laktátu v těle) a podobně.
Někdy je možné pozorovat i konkrétní příznaky pod mikroskopem. Mitochondrie mohou být při některých onemocněních zvětšené (megamitochondrie), zmenšené, případně jich může být příliš málo.

## Příklady onemocnění
Jedná se o překlady z anglických názvů nemocí:
- Chronická externí oftalmoplegie (CEOP)
- Kearnsův–Sayreův syndrom (KSS)
- Leberova dědičná optická neuropatie (LHON)
- Leighův syndrom (subakutní nekrotizující encefalomyopatie)
- Mitochondriová encefalomyopatie, laktátová acidóza a příhody podobné záchvatům mrtvice (mitochondriální myopatie-encefalopatie-laktátová acidóza-iktu podobné příhody) (MELAS)
- Maternálně dědičná myopatie a kardiomyopatie (MMC)
- Myoklonická epilepsie s “potrhanými” svalovými vlákny (MERRF)
- Neurogenní svalová ochablost s ataxií a retinis pigmentosa (NARP)
- Pearsonův syndrom
- Alpersův syndrom